# Onthophagus trungboensis
Onthophagus trungboensis là một loài bọ cánh cứng trong họ Bọ hung (Scarabaeidae).